# Maksim Osipenko
Maksim Aleksandrovič Osipenko (in russo Максим Александрович Осипенко?; Omsk, 16 maggio 1994) è un calciatore russo, difensore del Rostov e della nazionale russa.

## Caratteristiche tecniche
È un difensore centrale.

## Carriera

### Club
Cresciuto nel settore giovanile dell'Irtyš Omsk, ha esordito in prima squadra il 6 agosto 2013 disputando l'incontro di Pervenstvo Professional'noj Futbol'noj Ligi pareggiato 1-1 contro il Baykal.
Ha debuttato in Prem'er-Liga il 20 luglio 2019 disputando con il Tambov l'incontro perso 2-1 contro lo Zenit San Pietroburgo.

### Nazionale
Il 7 settembre 2021 fa il suo esordio in nazionale maggiore nel successo per 2-0 contro Malta.

## Statistiche

### Cronologia presenze e reti in nazionale
| Cronologia completa delle presenze e delle reti in nazionale ― Russia | Cronologia completa delle presenze e delle reti in nazionale ― Russia | Cronologia completa delle presenze e delle reti in nazionale ― Russia | Cronologia completa delle presenze e delle reti in nazionale ― Russia | Cronologia completa delle presenze e delle reti in nazionale ― Russia | Cronologia completa delle presenze e delle reti in nazionale ― Russia | Cronologia completa delle presenze e delle reti in nazionale ― Russia | Cronologia completa delle presenze e delle reti in nazionale ― Russia |
| Data                                                                  | Città                                                                 | In casa                                                               | Risultato                                                             | Ospiti                                                                | Competizione                                                          | Reti                                                                  | Note                                                                  |
| --------------------------------------------------------------------- | --------------------------------------------------------------------- | --------------------------------------------------------------------- | --------------------------------------------------------------------- | --------------------------------------------------------------------- | --------------------------------------------------------------------- | --------------------------------------------------------------------- | --------------------------------------------------------------------- |
| 7-9-2021                                                              | Mosca                                                                 | Russia                                                                | 2 – 0                                                                 | Malta                                                                 | Qual. Mondiali 2022                                                   | -                                                                     |                                                                       |
| 11-10-2021                                                            | Lubiana                                                               | Slovenia                                                              | 1 – 2                                                                 | Russia                                                                | Qual. Mondiali 2022                                                   | -                                                                     | 36’                                                                   |
| 11-11-2022                                                            | San Pietroburgo                                                       | Russia                                                                | 6 – 0                                                                 | Cipro                                                                 | Qual. Mondiali 2022                                                   | -                                                                     |                                                                       |
| 24-9-2022                                                             | Biškek                                                                | Kirghizistan                                                          | 1 – 2                                                                 | Russia                                                                | Amichevole                                                            | -                                                                     | 46’                                                                   |
| 17-11-2022                                                            | Dušhanbe                                                              | Tagikistan                                                            | 0 – 0                                                                 | Russia                                                                | Amichevole                                                            | -                                                                     |                                                                       |
| 20-11-2022                                                            | Tashkent                                                              | Uzbekistan                                                            | 0 – 0                                                                 | Russia                                                                | Amichevole                                                            | -                                                                     | 64’                                                                   |
| 23-3-2023                                                             | Tehran                                                                | Iran                                                                  | 1 – 1                                                                 | Russia                                                                | Amichevole                                                            | -                                                                     |                                                                       |
| 26-3-2023                                                             | San Pietroburgo                                                       | Russia                                                                | 2 – 0                                                                 | Iraq                                                                  | Amichevole                                                            | -                                                                     | 66’                                                                   |
| 12-10-2023                                                            | Mosca                                                                 | Russia                                                                | 1 – 0                                                                 | Camerun                                                               | Amichevole                                                            | -                                                                     |                                                                       |
| 20-11-2023                                                            | Volgograd                                                             | Russia                                                                | 8 – 0                                                                 | Cuba                                                                  | Amichevole                                                            | -                                                                     |                                                                       |
| 21-3-2024                                                             | Mosca                                                                 | Russia                                                                | 4 – 0                                                                 | Serbia                                                                | Amichevole                                                            | 1                                                                     | 88’                                                                   |
| 19-11-2024                                                            | Volgograd                                                             | Russia                                                                | 4 – 0                                                                 | Siria                                                                 | Amichevole                                                            | 2                                                                     |                                                                       |
| 25-3-2025                                                             | Mosca                                                                 | Russia                                                                | 5 – 0                                                                 | Zambia                                                                | Amichevole                                                            | -                                                                     |                                                                       |
| 6-6-2025                                                              | Mosca                                                                 | Russia                                                                | 1 – 1                                                                 | Nigeria                                                               | Amichevole                                                            | -                                                                     | 19’                                                                   |
| Totale                                                                |                                                                       | Presenze                                                              | 14                                                                    |                                                                       | Reti                                                                  | 3                                                                     |                                                                       |